# Headed for a Heartbreak
Headed for a Heartbreak – ballada rockowa zespołu Winger, wydana w 1989 roku jako singel promujący album Winger.

## Charakterystyka
Piosenkę napisał Kip Winger w studio po całodniowej sesji nagraniowej. Winger napisał riff i jamował z zespołem. Utwór został napisany w skali lidyjskiej i opiera się na brzmieniu klawiszowym o orkiestrowym charakterze. Piosenkę charakteryzuje ponadto mocne gitarowe solo. Jako ostatni powstał tekst, w którym podmiot liryczny informuje dziewczynę o niebezpieczeństwie rozstania, jako że ta stała się zdystansowana. Kip Winger przyznał, że pisząc tekst, inspirował się własnym nieudanym związkiem.

## Odbiór
Piosenka zajęła ósme miejsce na liście Mainstream Rock, dziewiętnaste na Hot 100 i siedemnaste na UK Singles Chart.

## Wykorzystanie
Sample z piosenki wykorzystał zespół The Diplomats w utworze „Ground Zero” z 2003 roku oraz Uzi Junker w „Intro” (2009). Utwór wykorzystano również w filmie Striptizerki zombie (2008) oraz serialach „Luzaki i kujony” i „Goldbergowie”.